# Parabomis levanderi
Espèce
Parabomis levanderi est une espèce d'araignées aranéomorphes de la famille des Thomisidae.

## Distribution
Cette espèce est endémique d'Érythrée. Elle se rencontre vers Ghinda.

## Description
Le mâle holotype mesure 1,9 mm.

## Publication originale
- Kulczyński, 1901 : « Arachnoidea in Colonia Erythraea a Dre K. M. Levander collecta. » Pamiętnik Akademii Umiejętności w Krakowie. Wydział Matematyczno-Przyrodniczy, Bulletin international de l'Académie des Sciences de Cracovie, Classe des Sciences Mathématiques et Naturelles, vol. 41, p. 1-64.